# Xoridesopus baltazarae
Xoridesopus baltazarae là một loài tò vò trong họ Ichneumonidae.